# Summer Run
Summer Run is de tweede aflevering van het tweede seizoen van de televisieserie ER, die voor het eerst werd uitgezonden op 28 september 1995.

## Verhaal
Hathaway moet voor haar medische certificaat een dag meerijden met een ambulance. Zij doet dit met ambulancemedewerkers Raul en Sheb, er blijkt iets moois te ontstaan tussen haar en Sheb. 
Dr. Greene besluit Dr. Weaver aan te stellen tot hoofdarts, en op haar eerste dag jaagt zij iedereen op de werkvloer al op de kast. 
Dr. Ross heeft het moeilijk met een jonge patiënt, voor aandacht zet hij dingen in brand. 
Carter moet Harper wegwijs maken en krijgt gevoelens voor haar. 
Dr. Benton heeft nog steeds een relatie met Jeanie Boulet en het zint hem niet dat hij haar niet voor hem alleen kan krijgen, dit omdat zij ook getrouwd is.

## Rolverdeling

### Hoofdrol
- Anthony Edwards - Dr. Mark Greene
- George Clooney - Dr. Doug Ross
- Sherry Stringfield - Dr. Susan Lewis
- Kathleen Wilhoite - Chloe Lewis
- Eriq La Salle - Dr. Peter Benton
- Michael B. Silver - Dr. Paul Myers
- Malgorzata Gebel - Dr. Bogdana Lewinski
- Laura Innes - Dr. Kerry Weaver
- William H. Macy - Dr. David Morgenstern
- Noah Wyle - John Carter
- Christine Elise - Harper Tracy
- Julianna Margulies - verpleegster Carol Hathaway
- Ellen Crawford - verpleegster Lydia Wright
- Conni Marie Brazelton - verpleegster Connie Oligario
- Yvette Freeman - verpleegster Haleh Adams
- Gloria Reuben - Jeanie Boulet
- Michael Beach - Al Boulet
- Abraham Benrubi - Jerry Markovic
- Carlos Gómez - ambulanceverpleegkundige Raul Melendez
- Ron Eldard - ambulanceverpleegkundige Ray 'Shep' Shepard
- Emily Wagner - ambulanceverpleegkundige Doris Pickman

### Gastrol
- Antoinette Peragine - Cindy
- Mary Mara - Loretta Sweet
- Andi Chapman - Jodi
- Jameson Baltes - Byron
- Victor D. Castro - Daniel
- Carmen Cenko - Ismaria
- Elda Lopez - Mrs. Rodgriquez
- Chad McKnight - politieagent Wilson
- Lauro López - schaafijsman

en vele andere